# Athetis fasciata
Athetis fasciata är en fjärilsart som beskrevs av Moore 1867. Athetis fasciata ingår i släktet Athetis och familjen nattflyn. Inga underarter finns listade i Catalogue of Life.